# Monnetay
Monnetay é uma comuna francesa na região administrativa de Borgonha-Franco-Condado, no departamento de Jura. Estende-se por uma área de 2,46 km². Em 2010 a comuna tinha 15 habitantes (densidade: 6,1 hab./km²).